# محمد يوسف الملكاوي
الفريق أول الركن محمد يوسف الملكاوي (وُلِد في 10 نوفمبر/تشرين الثاني 1943) هو عسكري وسياسي أردني معروف بمسيرته العسكرية ومساهماته في السياسة الأردنية. تولى مناصب قيادية مختلفة، كان المستشار الأسبق للملك وعُيّن رئيساً لهيئة الأركان المشتركة للقوات المسلحة الأردنية، تولى قيادة الجيش العربي عندما أصبح الملك عبد الله ملكاً على الأردن بعد وفاة والده الملك الحسين.
وُلِد الملكاوي في بلدة المنصورة في منطقة ملكا بمحافظة إربد شمالي الأردن، التحق بالقوات المسلحة الأردنية (الجيش العربي) عام 1963، وتدرج في صفوف القوات المسلحة ليصبح شخصية بارزة في المجالين العسكري والسياسي، شارك في عدة صراعات مثل حرب 1967، ومعركة الكرامة عام 1968، وحرب أكتوبر، وثورة ظفار في عُمان، كما شغل عددًا كبيرًا من المناصب القيادية داخل الدولة طوال حياته المهنية.

## النشأة
محمد يوسف الملكاوي من مواليد عام 1943 في ملكا، الأردن. درس في مدرسة البلدة في المنصورة، ثم باشر العمل العسكري بعد التحاقه بالقوات المسلحة الأردنية (الجيش العربي) بالكلية العسكرية الملكية في 23 تشرين الأول/أكتوبر 1963، تخرج من الكلية برتبة ملازم في تشرين الثاني/نوفمبر 1965، وعمل في قوات العمليات الخاصة كقائد سرية.

## الحياة الشخصية
محمد الملكاوي متزوج وله خمسة أبناء، أولاده هم رأفت ورباط، وله أيضاً ثلاث بنات: هبة، وربى، ورغد.

## الحياة العسكرية والسياسية
نال الملكاوي درجة البكالوريوس في العلوم العسكرية، وحصل على شهادة الماجستير في العلوم العسكرية والإدارية من جامعة مؤتة الأردنية عام 1988. تميزت خدمته العسكرية بالتدرج في الرتب العسكرية ومشاركته في صراعات مختلفة، بما في ذلك حرب 1967، ومعركة الكرامة سنة 1968، وتميزت قدرات الملكاوي القيادية بتأثيرها على العمليات العسكرية الأردنية، حيث شارك في الصراعات الإقليمية مثل حرب أكتوبر إذ شارك بسَّرِيّة تابعة لكتيبته دفاعاً عن الأراضي السورية، كما شارك في ثورة ظفار في عُمان حيث كان يعمل فيها مساعداً لقائد الكتبية الأردنية هناك، عاد للأردن نهاية عام 1975. طوال حياته المهنية، شغل العديد من المناصب القيادية، مما ساهم في تاريخ الأردن العسكري.

### المناصب القيادية

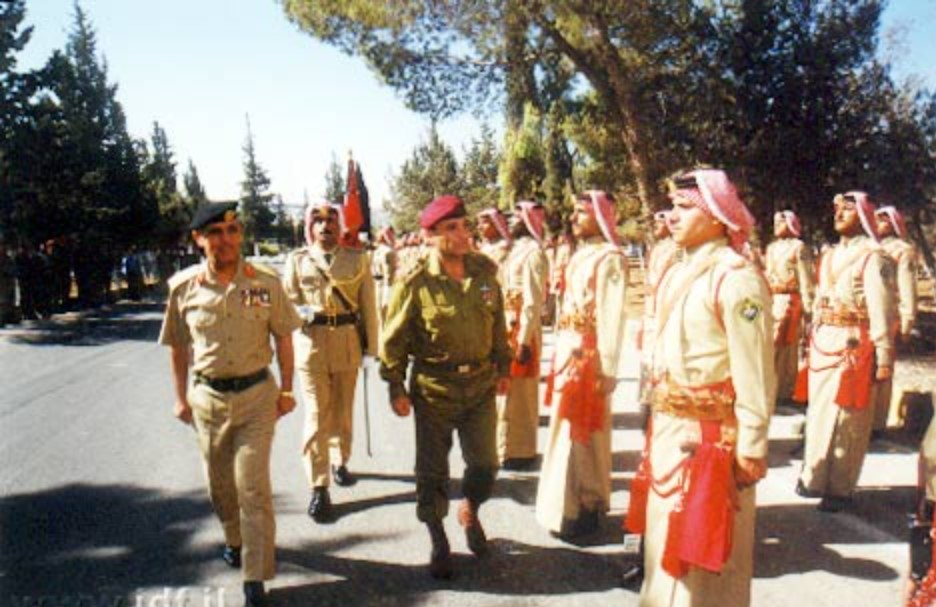
يظهر محمد الملكاوي، في أقصى اليسار في الصورة، وهو يستضيف وفداً خارجياً بصفته قائداً للجيش.

شغل الملكاوي طوال حياته المهنية العديد من المناصب القيادية في القوات المسلحة الأردنية، بما في ذلك رئيس أركان القوات البرية الملكية. ارتقى في الرتب وأظهر قدرته على القيادة بفعالية، كقائد للقوات الخاصة، برع في العمليات المتخصصة والتخطيط الاستراتيجي، شغل منصب قائد المنطقة العسكرية الجنوبية، حيث أدار العمليات اللوجستية وحافظ على الأمن في المناطق الرئيسية.
ومن خلال منصبه كمفتش عام، أشرف الملكاوي على كفاءة العمليات العسكرية ونفذ إصلاحات لتحسين الأداء التنظيمي، كما كان رئيسًا لأركان القوات البرية، فركز على التحديث والاستعداد، وقاد الجهود لتدريب الأفراد على التحديات الحديثة، وقد أبرز تعيينه رئيساً للهيئة الوطنية لإزالة الألغام تفانيه في العمل، وبصفته رئيسًا لأركان القوات البرية الملكية، أدار الملكاوي العمليات البرية، مما أدى إلى تحسين جاهزية القوة. تُوجت فترة عمله بتعيينه رئيساً لهيئة الأركان المشتركة (قائداً للجيش)، وهو المنصب الذي تقلده بعد صعود الملك عبد الله الثاني إلى العرش، فبعد وفاة الملك الحسين بن طلال عام 1999 وصعود الملك عبد الله للعرش، قام الملك بترقية الملكاوي إلى مناصب أعلى، ليصبح في نهاية المطاف رئيسًا لهيئة الأركان المشتركة خلال إطار زمني قصير نسبيًا، تميز بشكل خاص بكونه أول فرد من العمليات الخاصة يصل لهذا المنصب، تقاعد في 5 مارس 2002، حيث تولى خالد جميل الصرايرة القيادة خلفاً له.
صدرت إرادة ملكية في 21 يوليو 2004 بتعيين الملكاوي مستشاراً للديوان الملكي الهاشمي، كما منحه الملك عبدالله في نفس العام لقب معالي. بالإضافة إلى أدواره العسكرية، خدم الملكاوي لفترات متعددة كعضو في مجلس الأعيان الأردني، وعمل كعضواً في مجلس إدارة جمعية الشؤون الدولية، كما ساهم في مؤسسات تعليمية مختلفة، حيث كان عضواً في مجالس أمناء جامعة العلوم والتكنولوجيا الأردنية، وجامعة عمان العربية، وجامعة جدارا.

## الأوسمة والجوائز
اُعتُرِفَ بالملكاوي وخدماته من خلال العديد من الجوائز والأوسمة من الأردن ومن دول أجنبية مثل عُمان وبريطانيا والصين واليابان ووزارة الدفاع الأمريكية، ومن أبرز هذه الأوسمة:

### أوسمة محلية
- الأردن:
  - ميدالية جرحى الحرب عن حرب 1967.
  -  وسام الكوكب الأردني من الدرجة الثانية.
  -  وسام الاستحقاق العسكري من الدرجة الأولى.
  -  وسام الاستقلال من الدرجة الأولى.
  -  وسام النهضة الأردني.[6]

### أوسمة أجنبية
- الولايات المتحدة:
  -  وسام جوقة الاستحقاق الأمريكي، من رتبة قائد.
- اليابان:
  -  أعلى وشاح من وسام الشمس المشرقة الذي منحه إمبراطور اليابان.
- عمان:
  - وسام العمليات العسكرية.

## وصلات خارجية
- محمد يوسف الملكاوي، مجلس الأعيان الأردني.
- قادة ورؤساء اركان الجيش العربي.